# Soldo
Soldo è la denominazione di una moneta d'argento italiana emessa per la prima volta alla fine del XII secolo a Milano dall'imperatore Enrico VI (argento, 1,25 g).
Il nome deriva dal latino solidus, una moneta tardoromana e bizantina.
Una moneta omonima esisteva già nella monetazione carolingia, che si basava sull'argento e aveva come unità il denaro e il soldo, ma in quel caso il soldo non era una moneta tangibile, realmente coniata, bensì una moneta di conto, e corrispondeva a 12 denari e a 1/20 di lira.
Dopo il XII secolo il soldo si diffuse rapidamente da Milano al resto d'Italia, dove era coniato accanto al denaro e al grosso.
Soldi furono coniati nella monetazione genovese, a Milano, a Bologna e in altre città.
A Venezia il soldo fu coniato a partire dal dogato di Francesco Dandolo (1328-1339) e battuto sino al tramonto della Repubblica di Venezia. Fu coniato anche sotto la dominazione austriaca fino al 1862; era una monetina di rame dal peso poco superiore ai 3 grammi.
Anche nella Firenze del Trecento il soldo valeva la ventesima parte della lira e occorrevano dodici denari per fare un soldo.
Con il passare del tempo si svalutò e venne coniata prima in biglione e dal XVIII secolo in rame. Nel Granducato di Toscana di Leopoldo II nel XIX secolo il soldo era la moneta che valeva 3 quattrini.
Con l'introduzione della lira italiana napoleonica il soldo divenne pari a 5 centesimi, quindi 20 soldi formavano una lira. Con la formazione dello stato nazionale non furono più coniate monete con questa denominazione, ma il termine rimase in uso per indicare la moneta da 5 centesimi. Questa abitudine era ancora ampiamente diffusa fino alla seconda guerra mondiale.
Collegati al soldo sono le monete francesi dal nome di sou (o sol), lo scellino (e lo Schilling, skilling etc.).
Il termine fu impiegato per indicare il compenso dato ai militari mercenari (che venivano "assoldati") e poi diventò sinonimo di paga militare. In tedesco la paga dei militari è chiamata Sold.